# Gare de Holleken
La gare de Holleken (en néerlandais : station Holleken) est une gare ferroviaire belge de la ligne 124, de Bruxelles-Midi à Charleroi-Central, située à Holleken sur le territoire de la commune de Linkebeek dans la province du Brabant flamand en Région flamande.
Elle est mise en service en 1933 par la Société nationale des chemins de fer belges (SNCB). 
C'est une halte voyageurs de la SNCB desservie par des trains Suburbains (S) de la ligne S1.

## Situation ferroviaire
Établie à 95 mètres d'altitude, la gare de Holleken est située au point kilométrique (PK) 8,961 de la ligne 124, de Bruxelles-Midi à Charleroi-Central, entre les gares ouvertes de Linkebeek et de Rhode-Saint-Genèse

## Histoire
L'arrêt de Holleken est mis en service le 31 juillet 1933 par la Société nationale des chemins de fer belges (SNCB)
Cette halte fut établie à proximité d'un passage à niveau, désormais remplacé par un pont. La maison de garde-barrière, désormais démolie, fut agrandie et utilisée comme bâtiment de gare.

## Service des voyageurs

### Accueil
Halte SNCB, c'est un point d'arrêt non géré (PANG), à accès libre.
La traversée des voies et le passage d'un quai à l'autre s'effectuent par les escaliers qui permettent de rejoindre la rue de Perk et passer sous le pont ferroviaire.

### Desserte
Holleken est desservie par des trains Suburbains (S) de la SNCB sur la ligne commerciale 124 Bruxelles - Charleroi. C’est une des gares de la ligne S1 du RER bruxellois.
Elle desservie en semaine par un train par heure (dans chaque sens) qui relie Nivelles à Anvers-Central.
- En semaine, le premier train de la journée part de Charleroi-Central au lieu de Nivelles ;
- Les samedis, il y a deux trains par heure au lieu d'un seul ;
- Les dimanches, il n'y a qu'un train par heure et il a son terminus à Bruxelles-Nord.

### Intermodalité
Il n'y a pas de stationnement possible à proximité immédiate de la halte.

## Comptage voyageurs
Le graphique et le tableau montrent le nombre de passagers qui en moyenne embarquent durant la semaine, le samedi et le dimanche.
| Nombre de voyageurs qui embarquent à la gare de Holleken | Nombre de voyageurs qui embarquent à la gare de Holleken | Nombre de voyageurs qui embarquent à la gare de Holleken | Nombre de voyageurs qui embarquent à la gare de Holleken |
|                                                          | Semaine                                                  | Samedi                                                   | Dimanche                                                 |
| -------------------------------------------------------- | -------------------------------------------------------- | -------------------------------------------------------- | -------------------------------------------------------- |
| 1977                                                     | 203                                                      | 79                                                       | 69                                                       |
| 1978                                                     | 193                                                      | 79                                                       | 58                                                       |
| 1979                                                     | 221                                                      | 70                                                       | 78                                                       |
| 1980                                                     | 156                                                      | 74                                                       | 79                                                       |
| 1981                                                     | 218                                                      | 75                                                       | 52                                                       |
| 1982                                                     | 250                                                      | 57                                                       | 79                                                       |
| 1983                                                     | 187                                                      | 51                                                       | 34                                                       |
| 1984                                                     | 168                                                      | 58                                                       | 45                                                       |
| 1985                                                     | 139                                                      | 53                                                       | 48                                                       |
| 1986                                                     | 126                                                      | 35                                                       | 48                                                       |
| 1987                                                     | 124                                                      | 43                                                       | 45                                                       |
| 1988                                                     | 122                                                      | 35                                                       | 33                                                       |
| 1989                                                     | 182                                                      | 42                                                       | 43                                                       |
| 1990                                                     | 164                                                      | 46                                                       | 36                                                       |
| 1991                                                     | 146                                                      | 37                                                       | 33                                                       |
| 1992                                                     | 158                                                      | 49                                                       | 42                                                       |
| 1993                                                     | 133                                                      | 92                                                       | 68                                                       |
| 1994                                                     | 150                                                      | 74                                                       | 33                                                       |
| 1995                                                     | 142                                                      | 57                                                       | 34                                                       |
| 1996                                                     | 115                                                      | 65                                                       | 32                                                       |
| 1997                                                     | 114                                                      | 39                                                       | 56                                                       |
| 1998                                                     | 109                                                      | 61                                                       | 55                                                       |
| 1999                                                     | 139                                                      | 69                                                       | 40                                                       |
| 2000                                                     | 149                                                      | 96                                                       | 50                                                       |
| 2001                                                     | 125                                                      | 77                                                       | 50                                                       |
| 2002                                                     | 135                                                      | 65                                                       | 48                                                       |
| 2003                                                     | 149                                                      | 96                                                       | 52                                                       |
| 2004                                                     | 144                                                      | 82                                                       | 30                                                       |
| 2005                                                     | 141                                                      | 55                                                       | 36                                                       |
| 2006                                                     | 155                                                      | 81                                                       | 62                                                       |
| 2007                                                     | 138                                                      | 84                                                       | 49                                                       |
| 2008                                                     | -                                                        | -                                                        | -                                                        |
| 2009                                                     | 100                                                      | 90                                                       | 48                                                       |
| 2010                                                     | -                                                        | -                                                        | -                                                        |
| 2011                                                     | -                                                        | -                                                        | -                                                        |
| 2012                                                     | 146                                                      | 50                                                       | 40                                                       |
| 2013                                                     | 150                                                      | 63                                                       | 58                                                       |
| 2014                                                     | 192                                                      | 75                                                       | 45                                                       |
| 2015                                                     | 140                                                      | 63                                                       | 53                                                       |
| 2016                                                     | 167                                                      | 101                                                      | 60                                                       |
| 2017                                                     | 174                                                      | 119                                                      | 89                                                       |
| 2018                                                     | 191                                                      | 108                                                      | 79                                                       |
| 2019                                                     | 170                                                      | 165                                                      | 86                                                       |
| 2020                                                     | 102                                                      | 79                                                       | 34                                                       |
| 2021                                                     | -                                                        | -                                                        | -                                                        |
| 2022                                                     | 138                                                      | 211                                                      | 107                                                      |
| 2023                                                     | 191                                                      | 278                                                      | 69                                                       |
| 2024                                                     | 192                                                      | 207                                                      | 139                                                      |

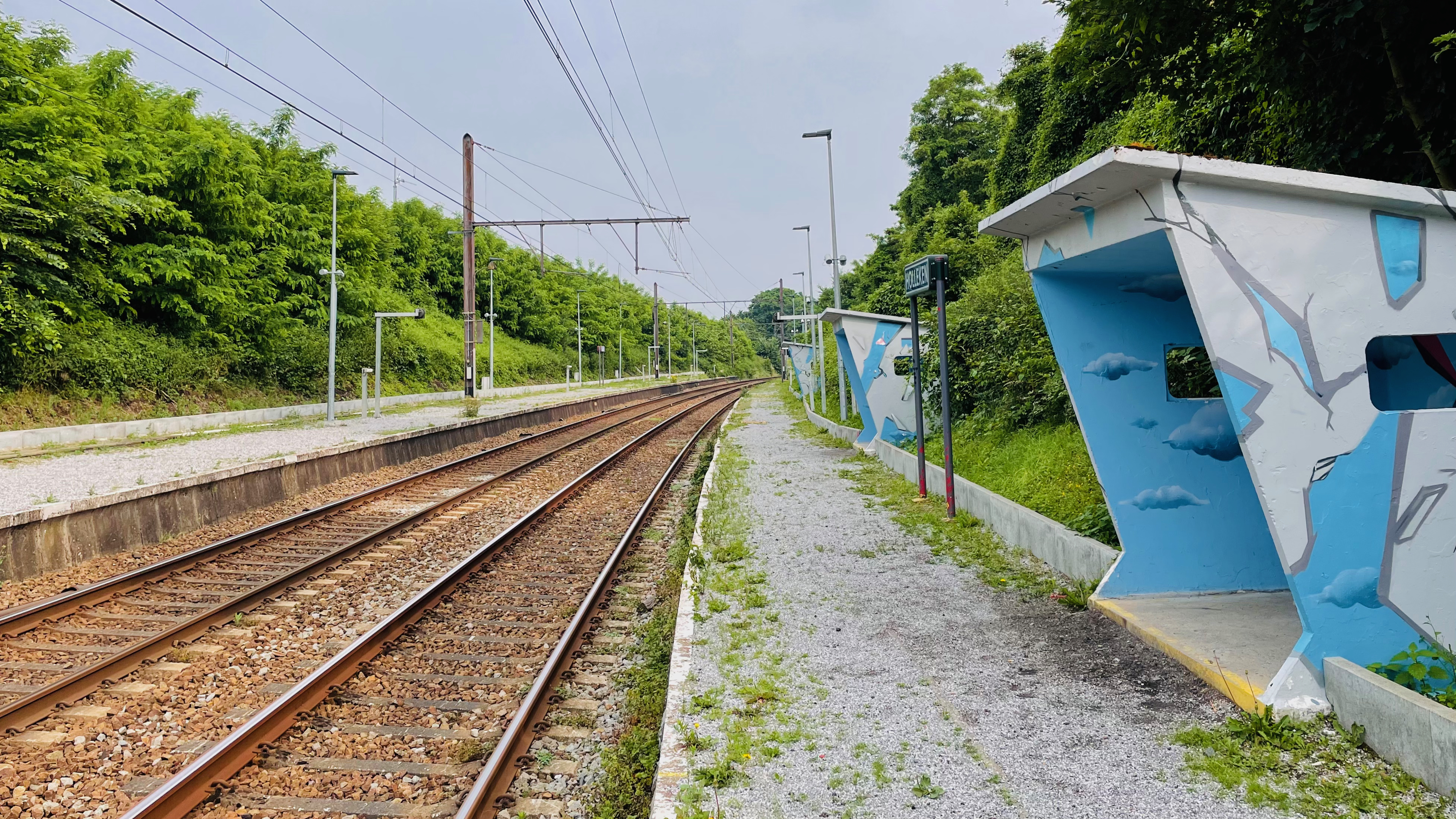
Abris de quai.
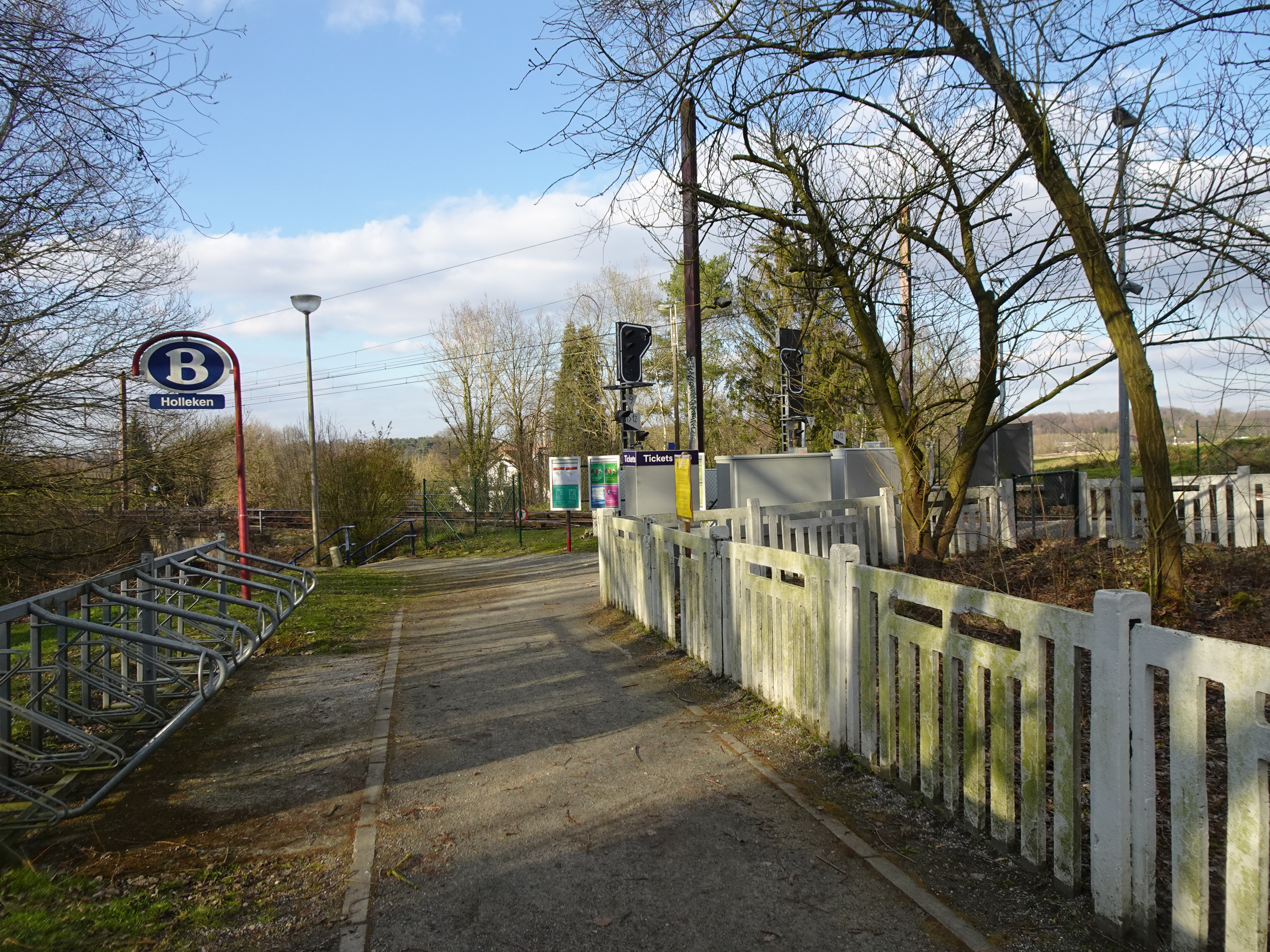
Chemin d'accès à la gare.

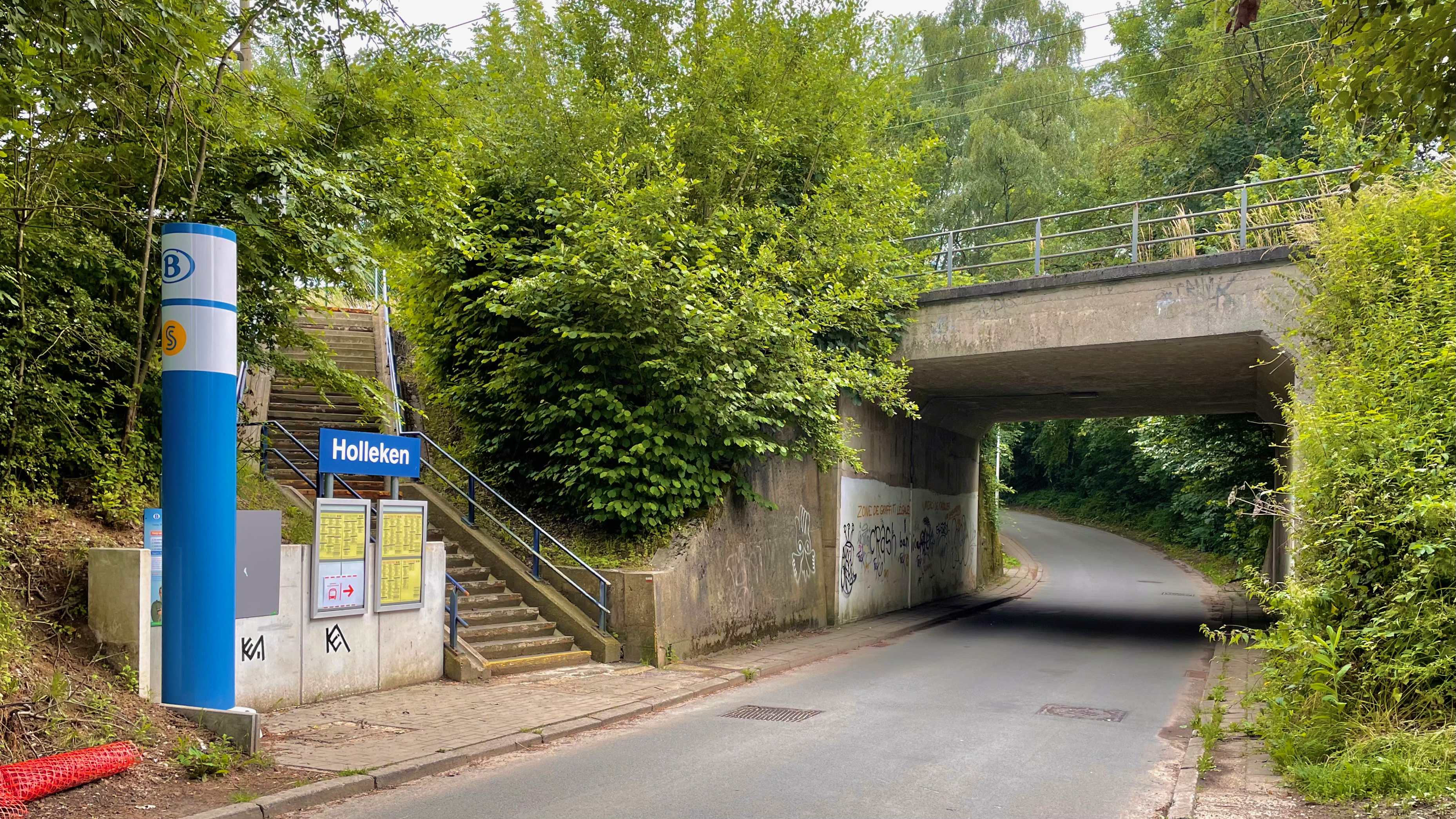
Pont.
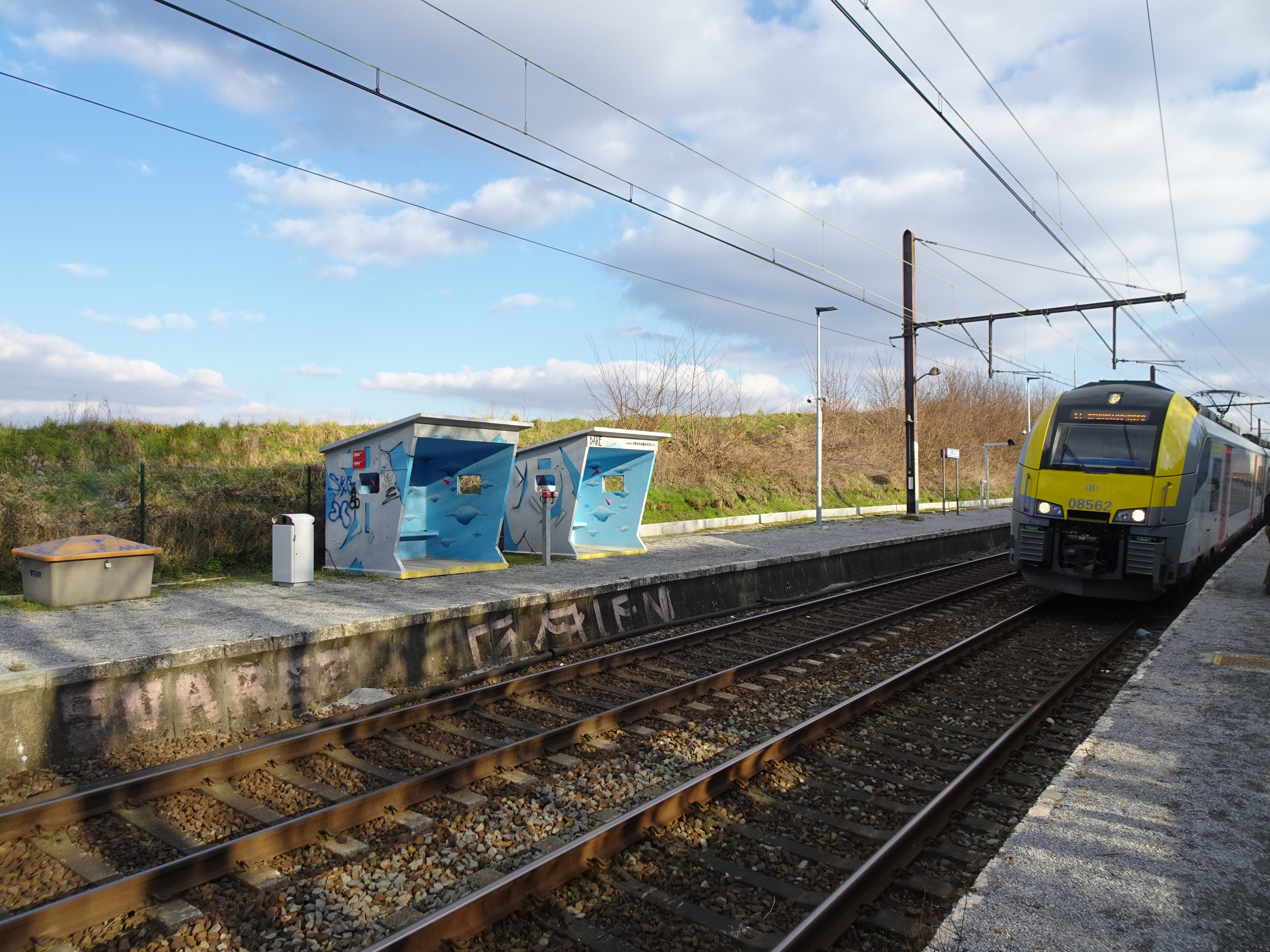
Arrivée d'un train S1.